# Campionato FIA di Formula 2 (2009-2012)
Il Campionato FIA di Formula 2 (FIA Formula Two Championship) è stato un campionato motoristico monomarca, che impiegava vetture di Formula 2. Nato nel 2009, rappresenta la rinascita per questa categoria di vetture, che venne soppiantata nel 1985 dalla nascita della Formula 3000.
A dicembre 2012 è stato dato l'annuncio della sospensione della serie.
Il nome è stato poi fatto rivivere per ridenominare, a partire dal 2017, la vecchia GP2 Series.

## La storia
Lo scopo della FIA fu quello di creare una categoria che dia la possibilità, anche a piloti non supportati da grandi sponsor, di formarsi in una categoria motoristica di buon livello, prima del salto in Formula 1, senza essere in competizione con la già esistente GP2 Series.
Nel settembre del 2008 la FIA annunciò che la MotorSportVision Racing, di proprietà dell'ex pilota di Formula 1 Jonathan Palmer, aveva vinto la gara indetta per l'organizzazione del campionato di F2. La MSV attualmente cura la Formula Palmer Audi che si disputa nel Regno Unito, oltre al campionato britannico Superbike.

## Aspetti tecnici

### La vettura
Le vetture sono disegnate dalla Williams Grand Prix Engineering Ltd e preparate dalla MotorSport Vision (MSV); sono spinte da un propulsore 1.8L turbo fornito dall'Audi, e sviluppato dalla Mountune Racing. Le vetture F2 sono tutte assemblate presso l'Autodromo di Bedford, sede della MSV.
Il nome della monoposto è Williams JPH1 (Williams JPH1B nel 2010), derivato dalle iniziali di Jonathan Palmer e Patrick Head; il telaio e la cellula di sopravvivenza sono in monoscocca di carbonio. La vettura è stata concepita seguendo il regolamento tecnico emesso dalla FIA nel 2005 per la F1. Le protezioni per il capo sono conformi alle regole FIA per il 2009. 

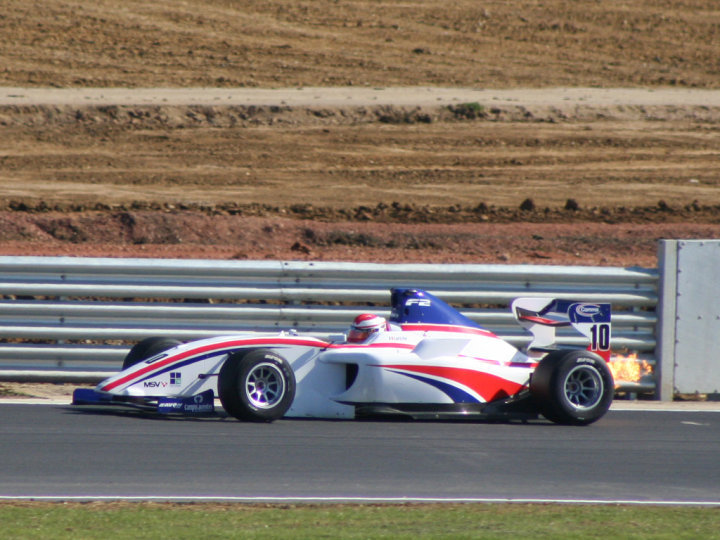
Benjamin Lariche su una Williams JPH1B-Audi nel 2010.

L'aerodinamica è stata sviluppata per garantire un alto livello di carico aerodinamico, cercando però di non far perdere troppa efficienza in caso di avvicinamento a un'altra vettura, ciò al fine di favorire i sorpassi. Per fare ciò il 40% di questo downforce è prodotto con l'effetto-suolo, per tramite del fondo, così come accade nelle vetture di GP2. L'aerodinamica è stata studiata dalla Williams tramite il CFD (computational fluid dynamics), che consente di non utilizzare la galleria del vento.
Le vetture hanno un carico aerodinamico di circa 900 kg a 241 km/h, contro i 794 kg di una vettura di Formula 3.

## Aspetti sportivi

### Campionato e test
Il campionato ha compreso nella prima stagione 8 gare da correre in Europa tra maggio e novembre (solitamente quale evento di supporto alle gare europee del WTCC). Nel 2010 il numero di gara passa a 9, con una gara anche sul circuito marocchino di Marrakech.
L'evento copre le giornate di sabato e domenica e verte su due gare precedute ciascuna da mezz'ora di prove libere e mezz'ora di prove ufficiali. Le gare hanno una durata approssimativa di 110km (circa 40 minuti) e nella seconda gara è obbligatorio un pit stop. Dal 2010 viene abolito il pit-stop obbligatorio, inoltre vi sono modifiche nelle procedure della safety car, in caso di penalizzazione del pilota e in caso di interruzione della gara. Le gare vengono allungate nella durata a 40 minuti.
Ci sono anche giornate di test - tre prima della gara inaugurale e cinque durante la stagione. In ogni test possono essere percorsi al massimo 300km. Prima di ogni gara si possono svolgere brevi shakedown di 50km per un massimo di 1000km in stagione.

### Sistema di punteggio
Per amplificare il ruolo di campionato propedeutico alla F1, anche il sistema di punteggio segue quello introdotto nella classe regina.
| Sistema di punteggio | Sistema di punteggio | Sistema di punteggio | Sistema di punteggio | Sistema di punteggio | Sistema di punteggio | Sistema di punteggio | Sistema di punteggio | Sistema di punteggio | Sistema di punteggio | Sistema di punteggio |
| Posizione            | 1º                   | 2º                   | 3º                   | 4º                   | 5º                   | 6º                   | 7º                   | 8º                   | 9º                   | 10º                  |
| -------------------- | -------------------- | -------------------- | -------------------- | -------------------- | -------------------- | -------------------- | -------------------- | -------------------- | -------------------- | -------------------- |
| In vigore nel 2009   | 10                   | 8                    | 6                    | 5                    | 4                    | 3                    | 2                    | 1                    |                      |                      |
| In vigore dal 2010   | 25                   | 18                   | 15                   | 12                   | 10                   | 8                    | 6                    | 4                    | 2                    | 1                    |

### Premi al vincitore
Il vincitore della serie otteneva la possibilità di compiere un test con la Williams, dandogli così la possibilità di valutare la sua capacità di guidare una vettura di Formula 1. Ai piloti classificati nei primi tre posti veniva concessa la Superlicenza.

## Copertura televisiva
Nelle prime due stagioni le gare vennero trasmesse da Eurosport in diretta sul canale Eurosport International o su Eurosport 2. Venivano trasmesse in diretta o differita su British Eurosport e Eurosport Asia-Pacific.
La maggior parte delle gare veniva trasmessa in 16:9 e in alta definizione.
Dal 2011 le gare sono trasmesse da Motors TV. Le gare sono inoltre visibili sul sito dell'organizzazione.

## Albo d'oro
| Stagione | Campione         | Secondo             | Terzo               |
| -------- | ---------------- | ------------------- | ------------------- |
| 2009     | Andy Soucek      | Robert Wickens      | Mikhail Aleshin     |
| 2010     | Dean Stoneman    | Jolyon Palmer       | Sergej Afanas'ev    |
| 2011     | Mirko Bortolotti | Christopher Zanella | Ramón Piñeiro       |
| 2012     | Luciano Bacheta  | Mathéo Tuscher      | Christopher Zanella |